# فلسفة مصر القديمة
كان لـفلسفة مصر القديمة الفضل قبل الإغريق في بداية الفلسفة بوجه عام، وتتميز بكونها مرنة وعملية، وتولي اهتماما للعاطفة.

## الصفات
و قد كانت الفلسفة المصرية القديمة مهتمة بالـسلوك السليم والعدالة. وكانت العديد من النصوص تبين لقارئها كيفية التصرف، وعلى الرغم من أن الفلسفة المصرية لم تناقش نظرية المعرفة، فقد ناقشت كيفية تدريس العدالة، لم تتم الكتابة عن النظام السياسي، ولكن بعض الكتابات تحذر من شؤم العواقب عندما لا يكون هناك ملك شرعي، وتقدم المشورة لأمراء على وشك أن يصبحوا ملوكاً، كما لم يتم مناقشة أساليب الإقناع، مثل الخطابة.
عموما، كانت الفلسفات المصرية مرنة وعملية، وموثرة في العاطفة.

### المرونة
وفقا لعالم المصريات إريك هورونج، كانت الإجابات المصرية القديمة على الأسئلة الفلسفية مرنة، بدلا من تقديم إجابات محددة، كانت الفلسفة المصرية تتميز بالتعددية، واعتبرت عدة تفسيرات لأصل العالم واقعية ومقبولة على حد سواء.

### العملية
وكانت الفلسفة المصرية القديمة واقعية، وقد اهتمت بمواقف الحياة الحقيقية دون استخلاص القوانين العامة، وكان مفهوم ماعت، وهو الفكرة المصرية للعدالة حلا لجميع المشاكل، وكان كبار السن من الرجال يمررون المعرفة لأبنائهم حول الحالات التي قد يتعرضون لها في الحياة.

### العاطفة
بينما اعترفت الفلسفة المصرية بقوة العاطفة، فإنها قد نصحت بعدم الاستسلام للمشاعر العابرة، كان المثل الأعلى في الرجل الصامت، الذي يتجاهل العواطف والتفكير قبل التصرف، وكان المضاد هو الرجل الحارّ، الذي يتسرع، ويستسلم على الفور لعواطفه.

## الهوامش
1. 1 2  Bleiberg, Edward (2005). "Ancient Egypt 2675-332 B.C.E.: Philosophy". في Bleiberg, Edward؛ وآخرون (المحررون). Arts and Humanities Through the Eras. Detroit: Gale. ج. Vol. 1: Ancient Egypt 2675-332 B.C.E. ص. 182–197. {{استشهاد بموسوعة}}: |المجلد= يحوي نصًّا زائدًا (مساعدة) والوسيط |تاريخ الوصول بحاجة لـ |مسار= (مساعدة)